# العلاقات الإكوادورية الفنزويلية
العلاقات الإكوادورية الفنزويلية هي العلاقات الثنائية التي تجمع بين الإكوادور وفنزويلا.

## مقارنة بين البلدين
هذه مقارنة عامة ومرجعية للدولتين:
| وجه المقارنة                                              | الإكوادور                      | فنزويلا                                  |
| --------------------------------------------------------- | ------------------------------ | ---------------------------------------- |
| المساحة (كم2)                                             | 283.56 ألف                     | 916.45 ألف                               |
| عدد السكان (نسمة)                                         | 16.62 مليون                    | 28.87 مليون                              |
| الكثافة السكانية (ن./كم²)                                 | 58.61                          | 31.5                                     |
| العاصمة                                                   | كيتو                           | كاراكاس                                  |
| اللغة الرسمية                                             | اللغة الإسبانية، كيشوا ‏، شوار ‏ | اللغة الإسبانية، لغة الإشارة الفنزويلية ‏ |
| العملة                                                    | دولار أمريكي، سوكري إكوادوري   | بوليفار فنزويلي                          |
| الناتج المحلي الإجمالي (بليون دولار)                      | 103.06 مليار                   | 482.36 مليار                             |
| الناتج المحلي الإجمالي (تعادل القوة الشرائية) بليون دولار | 185.24 مليار                   |                                          |
| الناتج المحلي الإجمالي الاسمي للفرد دولار أمريكي          | 6.21 ألف                       |                                          |
| الناتج المحلي الإجمالي للفرد دولار أمريكي                 | 11.37 ألف                      |                                          |
| مؤشر التنمية البشرية                                      | 0.746                          | 0.762                                    |
| رمز المكالمات الدولي                                      | +593                           | +58                                      |
| رمز الإنترنت                                              | .ec                            | .ve                                      |
| المنطقة الزمنية                                           | 00                             | 00                                       |

## منظمات دولية مشتركة
يشترك البلدان في عضوية مجموعة من المنظمات الدولية، منها:
| علم المنظمة | اسم المنظمة                                                          | تاريخ انضمام الإكوادور | تاريخ انضمام فنزويلا |
| ----------- | -------------------------------------------------------------------- | ---------------------- | -------------------- |
|             | اتحاد دول أمريكا الجنوبية                                            | ?                      | ?                    |
|             | يونسكو                                                               | 22 يناير 1947          | 25 نوفمبر 1946       |
|             | وكالة ضمان الاستثمار متعدد الأطراف                                   | 12 أبريل 1988          | 9 مايو 1994          |
|             | الأمم المتحدة                                                        | 21 ديسمبر 1945         | 15 نوفمبر 1945       |
|             | وكالة حظر الأسلحة النووية في أمريكا اللاتينية ومنطقة البحر الكاريبي ‏ | ?                      | ?                    |
|             | الاتحاد البريدي العالمي                                              | ?                      | ?                    |
|             | البنك الدولي للإنشاء والتعمير                                        | 28 ديسمبر 1945         | 30 ديسمبر 1946       |
|             | المنظمة الهيدروغرافية الدولية                                        | ?                      | ?                    |
|             | الاتحاد الدولي للاتصالات                                             | 17 أبريل 1920          | 13 أغسطس 1920        |
|             | منظمة حظر الأسلحة الكيميائية                                         | ?                      | ?                    |
|             | مؤسسة التمويل الدولية                                                | 20 يوليو 1956          | 28 ديسمبر 1956       |
|             | منظمة التجارة العالمية                                               | ?                      | ?                    |
|             | منظمة الشرطة الجنائية الدولية                                        | ?                      | ?                    |

## وصلات خارجية
- موقع وزارة الخارجية الإكوادورية
- موقع وزارة الخارجية الفنزويلية